# Ethan Monnot Weisgard
Ethan Monnot Weisgard (født 1957 i Connecticut, USA) er forfatter, instruktør i Aikido en japansk kampkunst og trommeslager. Har boet i Danmark siden 1969, er japansk gift.
Har som trommeslager og percussionist medvirket i Danmarks Radio Big Band (1976-2003), Buki Yamaz, Flair, Cox Orange, Creme Fraiche, Blast, Salsa Na Ma, Palle Mikkelborgs Entrance med flere.